# 杜氏銀大眼鱈
杜氏銀大眼鱈為輻鰭魚綱鱈形目鱈科的其中一種，分布於東北大西洋區，從北角至比斯開灣海域，棲息深度100-1000公尺，體長可達15公分，棲息在泥底質的海域，屬肉食性，以蠕蟲、甲殼類等為食。